# James Saunders
Pour les articles homonymes, voir Saunders.
James Saunders, né le 8 janvier 1925 à Islington en Londres et mort le 29 janvier 2004 à Eastleach dans le Gloucestershire, est un dramaturge britannique.

## Pièces
- 1955 : Moonshine
- 1959 : The Ark
- 1961 : A Slight Accident (pièce en un acte)
- 1962 : Double Double
- 1962 : Next Time I'll Sing To You
- 1963 : Who was Hilary Maconochie? (pièce en un acte)
- 1966 : A Scent of Flowers
- 1969 : The Travails of Sancho Panza
- 1970 : Games (pièce en un acte)
- 1970 : After Liverpool (pièce en un acte)
- 1971 : La prochaine fois je vous le chanterai
- 1972 : Hans Kolhaus
- 1975 : A Journey to London (co-auteur)
- 1977 : Bodies
- 1977 : Over the Wall (pièce en un acte)
- 1980 : Random Moments in a May Garden
- 1984 : La Guérison américaine
- 1988 : Ce que voit Fox
- 1989 : C'était bien (Make it Better)